# Christophe Mantoux
Christophe Mantoux (* 1961 in Paris) ist ein französischer Organist.

## Ausbildung
Mantoux studierte bei Gaston Litaize am Conservatoire à rayonnement régional de Saint-Maur-des-Fossés. Er setzte seine Studien am Conservatoire National Supérieur de Musique fort, wo er erste Preise in Harmonielehre und Kontrapunkt erreichte.

## Berufstätigkeit
Christophe Mantoux war von 1986 bis 1992 gemeinsam mit Patrick Delabre Titularorganist an der Kathedrale von Chartres. 1995 wechselte er als Titularorganist an die Kirche St-Séverin in Paris. Er lehrte von 1992 bis 2011 am Conservatoire National de Région in Strasbourg. Gegenwärtig lehrt er am Conservatoire à rayonnement régional de Paris. Konzertreisen führten ihn in verschiedene europäische Länder, nach Russland, China, Korea, Japan sowie nach Nord- und Südamerika.

## Preise und Auszeichnungen
- 1984: Grand Prix de Chartres, Grand Prix d’Interprétation.

## Tondokumente (Auswahl)
- Guilain, Marchand. Orgelwerke. CD, 1989.
- Jehan Alain: Trois Danses. Aufgenommen in St-Ouen in Rouen. CD, Motette Ursina 1992.